# Rififi (film)
Rififi (originaltitel: Du rififi chez les hommes) är en fransk gangsterfilm från 1955 i regi av Jules Dassin, baserad på romanen med samma titel från 1954 av Auguste Le Breton. Filmen hade urpremiär i Paris den 13 april 1955. Den hade svensk premiär den 21 november 1955. År 2007 utgavs den på DVD.
Rififi gav upphov till en närmast ny genre, den så kallade heistfilmen. Bland efterföljare märks exempelvis Ocean's Eleven och flera av filmerna om Jönssonligan. Den gav även namn till fenomenet rififikupp. [källa behövs]

## Handling
Tony le Stéphanois (Jean Servais) släpps efter fem år i fängelse. Han blir omgående kontaktad av sina vänner Mario (Robert Manuel) och Jo (Carl Möhner). De båda har en plan att råna Paris största juvelerarfirma, Mappin & Webb. Tony är ovillig men märker snart att hans gamla flickvän, Mado (Marie Sabouret), numera är älskarinna till den skumme nattklubbsägaren Louis Grutter (Pierre Grasset). Tony misshandlar Mado och lämnar henne gråtande.
Tillsammans börjar Tony, Mario och Jo planera kuppen. De kallar in kassaskåpsexperten Cesar (Jules Dassin) från Milano. Efter ett mödosamt planeringsarbete skrider de till verket. De bryter sig in butiksägarens lägenhet ovanför affären och hackar sig igenom golvet ner i affären. Bytet är enormt och glädjen hos de fyra tjuvarna likaså. Man planerar att via en engelsk mellanhand sälja stöldgodset tillbaka till juvelerarfirman.
Men den notoriske flickjägaren Cesar har för egen räkning tagit ett smycke som han gett till en strippa på Grutters nattklubb. Grutter lägger ihop två och två, Tonys återkomst och juvelkuppen. Via strippan får han tag på Cesar och tvingar honom att ange Mario. Grutter och hans narkotikaberoende bror hittar en del av bytet och kidnappar Jos lille son. Tony hittar Cesar på deras hemliga tillhåll och skjuter honom. Tony och Jo åker iväg till stället där bröderna Grutter håller pojken som gisslan. Omärkta tar de sig in och befriar pojken.
Tony skjuter kallblodigt ihjäl Grutters knarkande bror. Men Grutter skjuter ner Jo. Tony överlistar Grutter och dödar honom men ett sista skott från Grutter sårar Tony. I ilfart kör Tony, med pojken i baksätet, tillbaka i staden. När de kommer fram säckar Tony ihop och dör.

## Medverkande (urval)
- Jean Servais – Tony le Stéphanois
- Carl Möhner – Jo le Suedois
- Robert Manuel – Mario Ferrati
- Jules Dassin – Cesar le Milanais (Dassin använde sin pseudonym Perlo Vita för rollen)
- Pierre Grasset – Louis Grutter
- Marie Sabouret – Mado